# آزمون آینه
|                                                            |  |                                 |
| بابون یکی از گونه های نخستی است که در آزمون آینه مردود شد. |  | کودک انسان حین کاوش بازتاب خود. |

آزمون آینه (به انگلیسی: Mirror test) آزمایشی برایِ بررسیِ میزانِ خودآگاهی در حوزهٔ رفتارشناسی جانوران است که در سال ۱۹۷۰ میلادی، توسط گوردون جی. گلپ طراحیِ آن کامل شد.  گلپ این آزمایش را بر مبنایِ برخی از مشاهده‌هایِ چارلز داروین پایه‌ریزی کرد. داروین هنگامِ بازدید از یک باغ‌وحش، رفتارهای مختلف اورانگوتانی به نام جنی را مشاهده کرد و نحوه تعامل آن را با مامور باغ وحش به ثبت رساند. یکی از مشاهده‌های داروین نگاه کردن جنی به تصویر خودش در یک آينه بود. این مشاهدات داروین را درباره میزان خودآگاهی اورانگوتان‌ها به فکر فرو برد و در یادداشت‌هایش این احتمال را مطرح کرد که شاید جنی واقعاً تصویر خودش را در آینده تشخیص داده است.
گلپ بر مبنایِ این مشاهده سعی کرد آزمایشی را در مورد خودآگاهیِ جانوران طراحی کند به طوری که مشخص کند آیا حیوان می‌تواند با نگاه کردن تصویرِ خودش در آینه، تشخیص دهد که دارد به تصویری از خودش نگاه می‌کند؟

## متد و ایرادها
آزمایش آینه معمولاً به این صورت است که پژوهشگر ابتدا حیوان را بیهوش کرده، سپس در جایی از بدن او که خود حیوان آن را نمی‌بیند، یک علامت می‌گذارد (مثلاً یک نقطه رنگ می‌کند یا برچسب می‌چسباند). بعد از این که جانور به هوش آمد، پژوهشگر او را در برابر آینه قرار می‌دهد. اگر جانور به علامتی که رویش گذاشته‌اند دست بزند یا سعی کند آن را بررسی کند، آن‌وقت چنین برداشت می‌کنیم که او تصویر بازتاب در آینه را تصویر خودش می‌داند، نه تصویر یک جانور دیگر.
این آزمون روش رایجی برای اندازه‌گیری خودآگاهی است. با این حال، بررسی‌ها نشان داده که حیوانات شکل‌های دیگری از خودآگاهی هم دارند که در آزمون آیینه قابل سنجش نیست. مثلاً ممکن است جانوری بتواند بین بو و آواهای خودش و دیگر جانوران تمایز قائل شود.

## حیوان‌های موفق در آزمون آینه
رفتار طیف وسیعی از جانداران در آزمون آینه مورد پژوهش قرار گرفته است. اغلب جاندارانی که علامت رویشان گذاشته شده، با دیدن تصویر خود در آینه ابتدا رفتارهای اجتماعی (مثلاً ابراز خشونت) نشان می‌دهند و با تکرار تست هم همین رفتار را تکرار می‌کنند. تنها تعداد اندکی از جانوران هستند که علامت روی خود را لمس می‌کنند، رفتاری که حاکی از توجه به آن باشد از خود نشان می‌دهند، و به این طریق از آزمون آینه سربلند بیرون می‌آیند.
یافته‌های پژوهش‌‌های آزمون آینه الزاماً قطعی و یقینی نیستند. حتی در شامپانزه‌ها که از همه بیشتر پژوهش شده‌اند و داده‌های مربوط به آنها از قانع‌کننده‌ترین داده‌هاست، همه شامپانزه‌ها از آزمون سربلند بیرون نمی‌آیند. حدوداً ۷۵ درصد شامپانزه‌های جوان در آزمون آینه موفق هستند و این درصد در شامپانزه‌های پیر و بچه بسیار کمتر است.

### پستانداران

#### آب‌بازسانان
- دلفین پوزه‌بطری معمولی
- نهنگ قاتل

#### نخستی‌سانان
- بونوبو
- اورانگوتان بورنئویی
- شامپانزه معمولی
- گوریل
- انسان

#### فیل‌سانان
- فیل آسیایی

### پرندگان
- زاغی اوراسیایی
- برخی از کبوترها

### ماهی‌ها
- برخی از زمردماهی‌ها
- سفره‌ماهی دیو

## حیوان‌های ناموفق در آزمون آینه

### گوشت‌خوارسانان
- شیر دریایی
- پاندا
- گربه

### نخستی‌سانان
- ماکاک دم بریده
- مکاک دم‌دراز
- میمون رزوس
- شست‌بریده‌های سیاه‌وسفید
- شنل‌پوشیان
- بابون مقدس
- تامارین کلاه‌پنبه‌ای

### پرندگان
- کاسکو
- کلاغ کالدونیای جدید
- زاغچه
- چرخ‌ریسک بزرگ

### ماهی‌ها
- Neolamprologus pulcher

### سرپایان
- اختاپوس